# Riera de S'Orinella
La Riera de S'Orinella és un torrent de la conca de Calonge a Catalunya que neix a Calonge (Baix Empordà). Neix a uns 330 metres d'altitud entre el Puig de la Cendrosa i el Puig Cargol al Massís de les Gavarres i desemboca uns 280 metres més avall al Rifred, del qual és un dels afluents majors. S'alimenta d'una desena de torrents sense nom.
Té dos afluents: el rec d'es Patot i el del Terme Gros. el rec des Patot conflueix d'una forma tan apassionada i «per això el lloc es coneix com a Bes de s'Orinella»
Al mapa de l'Institut Cartogràfic de Catalunya el torrent es diu Riera de la Vila, però l'ús local i Pere Caner parlen de Riera de S'Orinella.

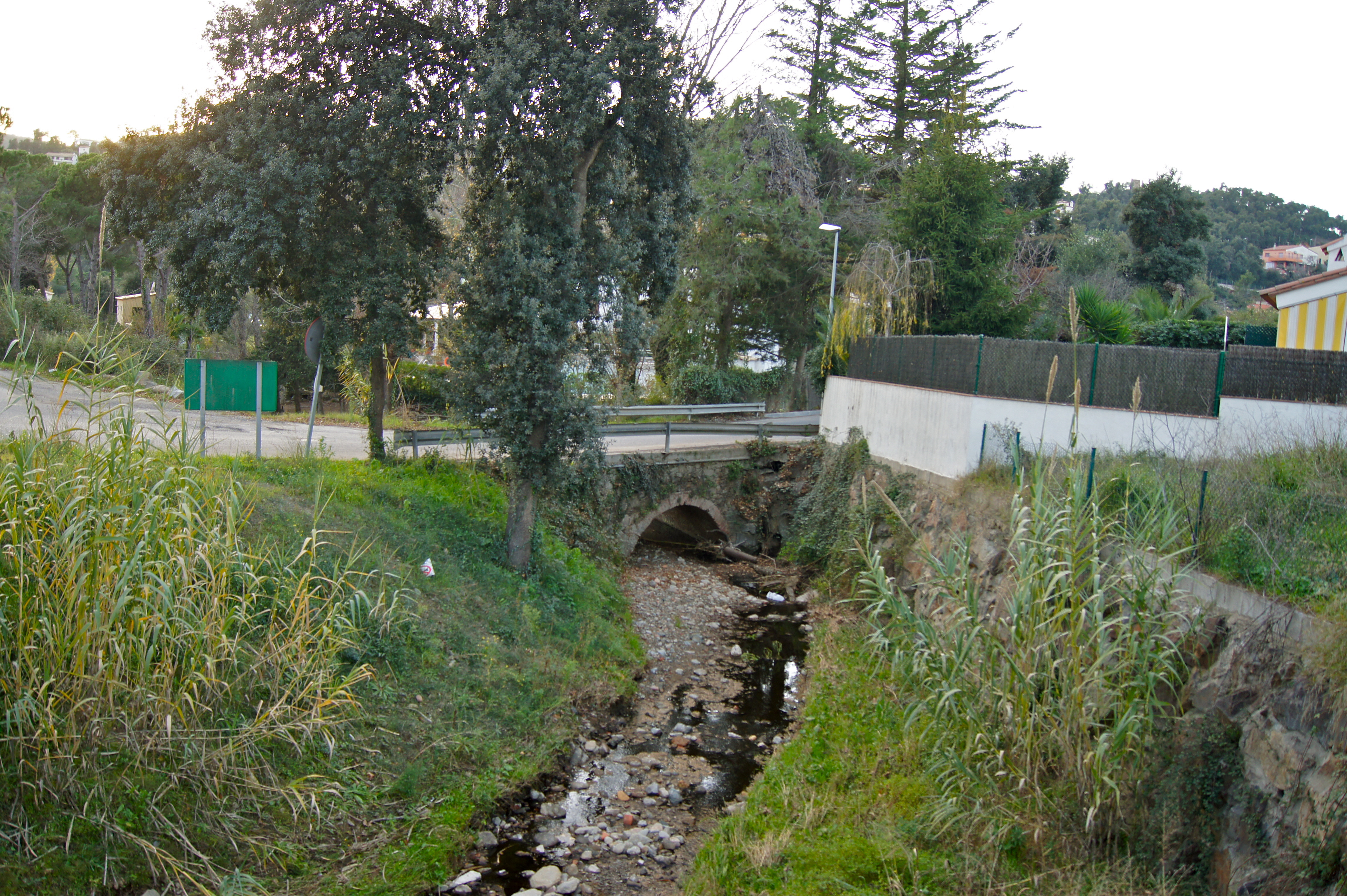
El pont del Camí Vell
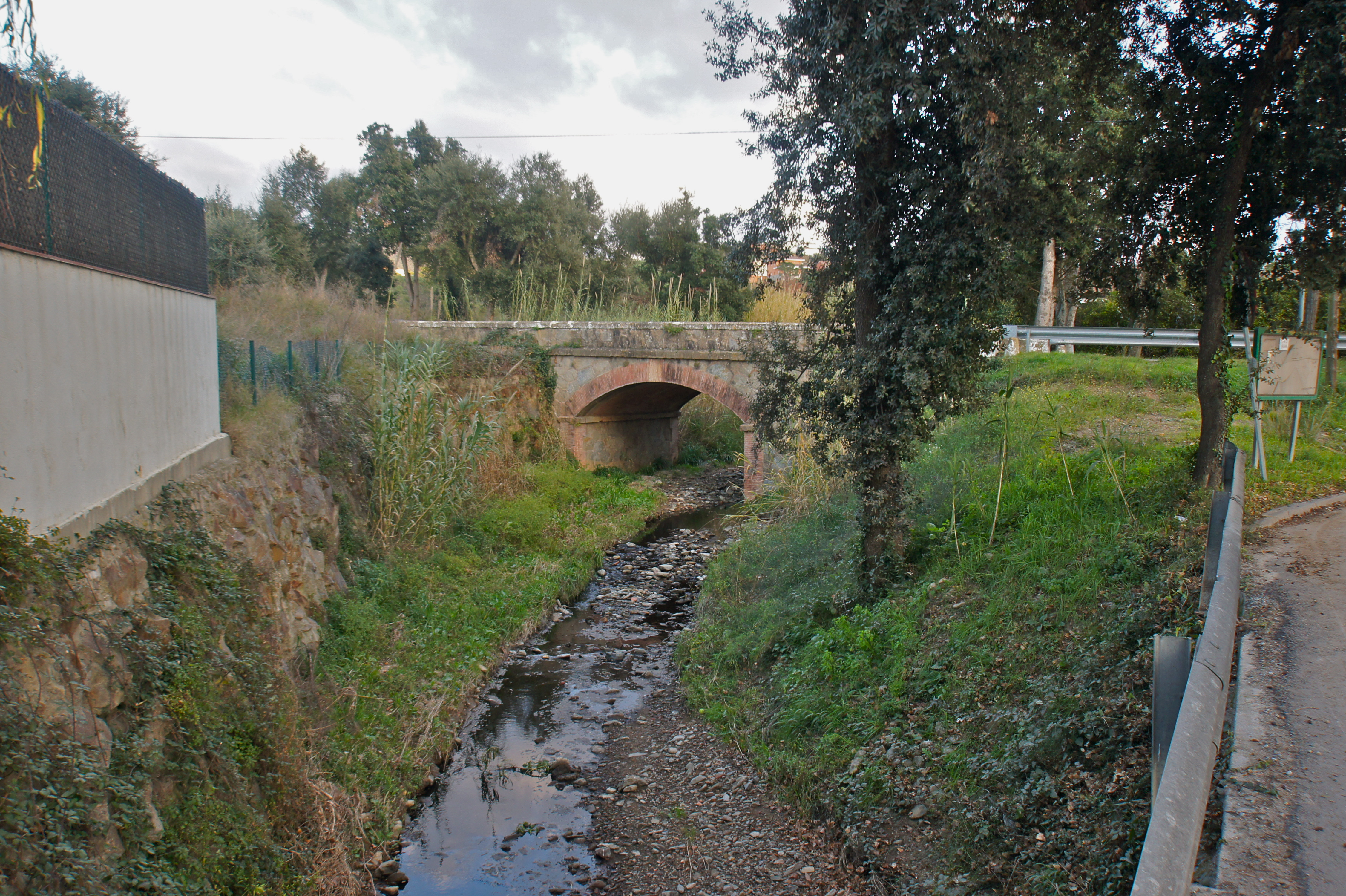
El pont de la carretera GI-660
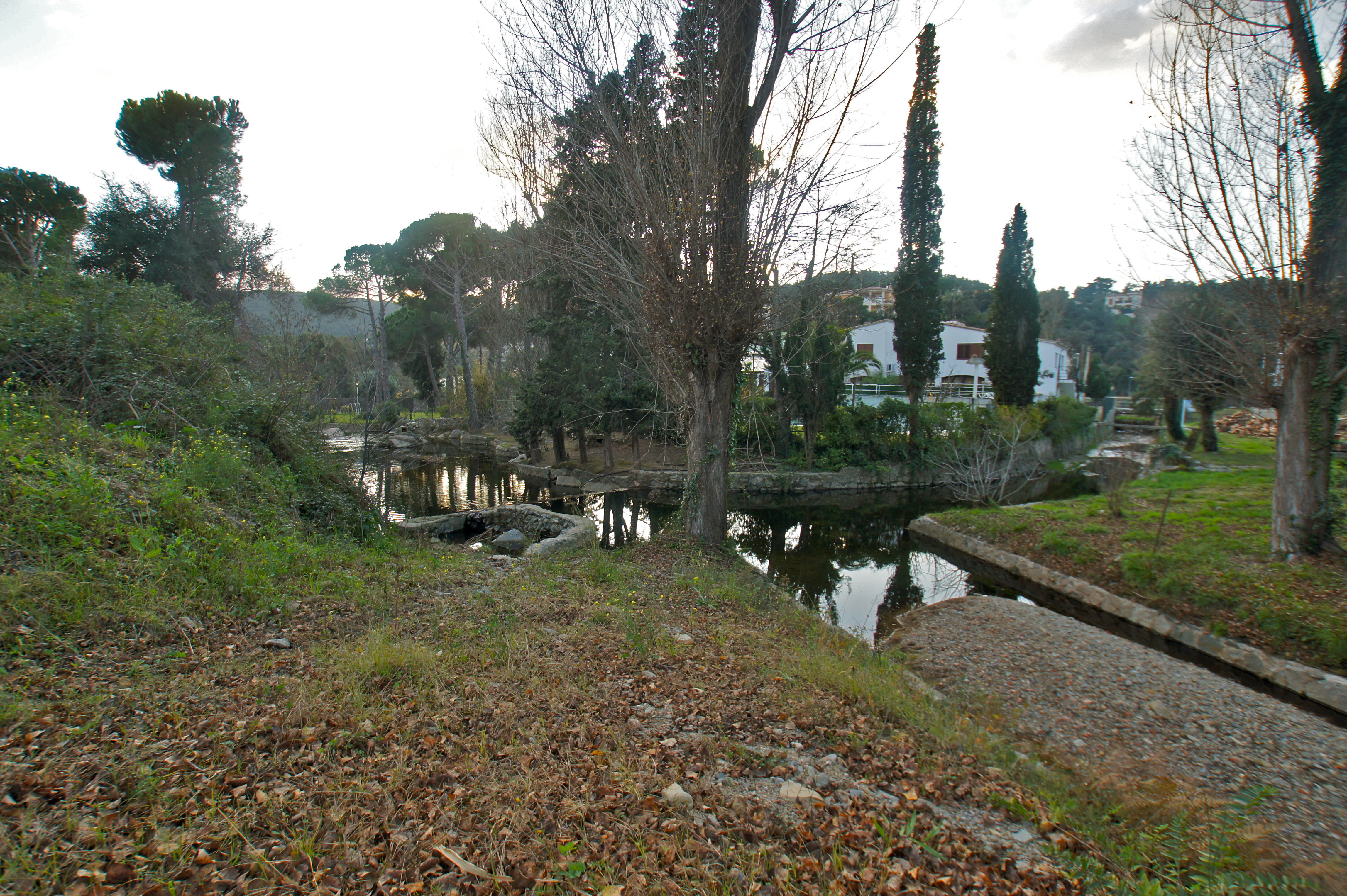
La riera (primer pla) en desembocar al Rifred
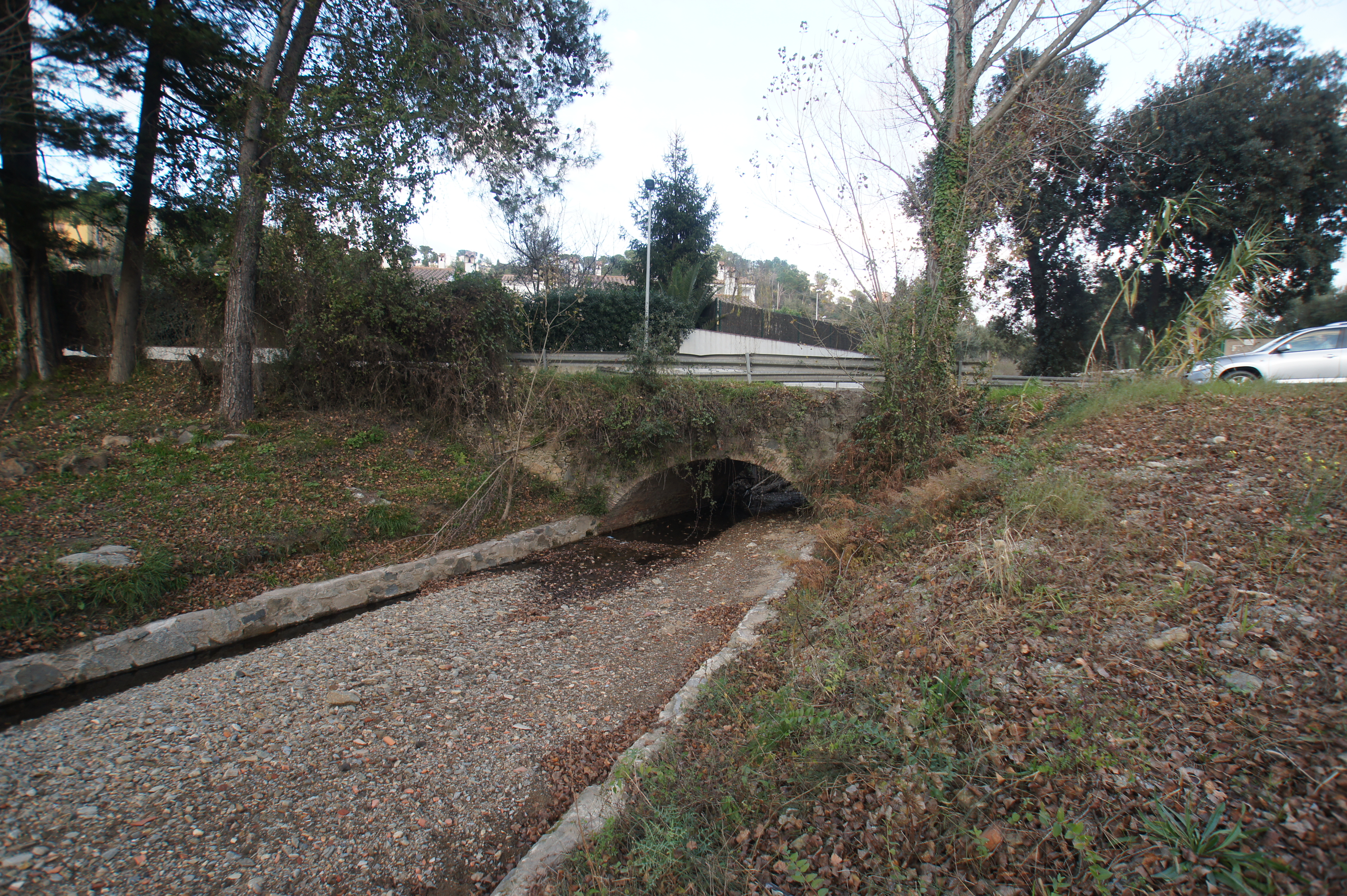
El pont del Camí Vell